# تخم‌مرغ در سبد
تخم‌مرغ در سبد - که با نام‌های بسیار دیگری نیز شناخته می‌شود - تخم‌مرغی است که در سوراخی در یک تکه نان سرخ شده‌است.

## شرح
این غذا شامل یک تکه نان با یک تخم‌مرغ در وسط آن است که با کره یا روغن سرخ شده‌است. معمولاً با بریدن سوراخ دایره ای یا مربعی در مرکز یک تکه نان تهیه می‌شود که ممکن است با کره چرب شود. نان را با کره، مارگارین، روغن پخت و پز یا سایر چربی‌ها در تابه سرخ می‌کنند. یک تخم مرغ در سوراخ نان شکسته می‌شود. هنگامی که تخم مرغ به نان اضافه می‌شود، تعیین می‌کند که تخم مرغ و نان نسبت به یکدیگر در محصول نهایی چقدر خوب هستند. ممکن است در تابه را بپوشانید و نان را در حالی که روی حرارت است برگردانید تا یکنواخت پخته شود. یک وافل یا بیگل (با سوراخ به اندازه کافی بزرگ) نیز می‌تواند جایگزین تکه نان شود.

تخم مرغ همزده در سبد با «کلاه» یا «در» آن سرو می‌شود.

## نام‌ها و ظواهر در فرهنگ پاپ
نام‌های زیادی برای این غذا وجود دارد، از جمله «تخم مرغ بولسی»، «تخم مرغ در قاب»، «تخم مرغ در سوراخ»، «تخم مرغ در آشیانه»، «تخم مرغ گازخانه»، «ویژه گازخانه»، «تخم مرغ گاستهاوس»، «سوراخ در یکی»، «جک یک چشم»، «پیت یک چشم»، «سم یک چشم»، «چشم دزد دریایی» و «پاپای». نام " وزغ در سوراخ " گاهی برای این غذا استفاده می‌شود، اگرچه این نام بیشتر به سوسیس‌های پخته شده در خمیر پودینگ یورکشایر اشاره دارد.
این غذا به دلیل تهیه آن توسط بازیگر گای کیبی در فیلم Mary Jane's Pa در سال ۱۹۳۵، به عنوان «تخم مرغ گای کیبی» نیز شناخته می‌شود. در این فیلم، شخصیت کیبی از این غذا به عنوان «ساندویچ مصری یک چشم» یاد می‌کند. به آن «تخم‌های بتی گریبل» نیز گفته می‌شود، که برگرفته از آماده‌سازی بازیگر زن برای «تخم‌های گازخانه» در فیلم ماه بر فراز میامی در سال ۱۹۴۱ است. این فیلم توسط شخصیت‌های هوگو ویوینگ و استفن فرای در فیلم وی مثل وندتا در سال ۲۰۰۵ تهیه شده‌است که دومی از آن به عنوان «تخم مرغ در سبد» یاد می‌کند. از دیگر حضورهای فیلم می‌توان به ماه‌زده (۱۹۸۷) و فضول (۲۰۱۶) اشاره کرد.
در تلویزیون، این غذا در یک قسمت از Sledge Hammer در سال ۱۹۸۷ تهیه می‌شود!، شخصیت عنوان با استفاده از هفت تیر خود به سوراخ نان شلیک می‌کند. در قسمتی از سریال فرندز در سال ۱۹۹۶، شخصیت جوی تریبیانی از آن به عنوان "تخم مرغ با نان با سوراخ در وسط، à la me!" در قسمت ۲۰۱۶ لوسیفر با نان هاوایی تهیه شده‌است. دیگر حضورهای تلویزیونی عبارتند از فرییر (۱۹۹۳)، روزی روزگاری (۲۰۱۳)، خانم میزل شگفت‌انگیز. (۲۰۱۹)، غیر معمول (۲۰۱۹)، گروه جستجو (۲۰۲۲). و بیگانه ساکن زمین (۲۰۲۲)،
نویسنده رولد دال بارها در مورد علاقه خود به این غذا نوشت که از آن به عنوان «تخم مرغ گرم خانه» یاد کرد.